# Beteiligungsgesellschaft der Gewerkschaften

Die großen Gewerkschaftsunternehmen (Stand 1979)

Die BGAG Beteiligungsgesellschaft der Gewerkschaften GmbH, früher: Beteiligungsgesellschaft der Gewerkschaften AG und Beteiligungsgesellschaft für Gemeinwirtschaft AG, ist eine Beteiligungsgesellschaft mehrerer deutscher Gewerkschaften im Deutschen Gewerkschaftsbund (DGB). Sie war mit den anderen Unternehmen der Gewerkschaften im Bundesverband der gemeinwirtschaftlichen Unternehmen e. V. verbunden.

## Beteiligungen
- Finanzdienstleistungen und Beratungsunternehmen
  - Bank für Gemeinwirtschaft (BfG Bank, heute SEB AG) – Verkauf 50 % 1986, Verkauf Rest 2000
  - Volksfürsorge Versicherung AG – bis 1993, heute AMB Generali Konzern
  - Internationale Genossenschaftsbank AG, Basel (46,1 %-Beteiligung)
  - Bank für Spareinlagen und Vermögensbildung AG (BSV; später Direktbank (DiBa), heute ING-DiBa) – Verkauf 1998 an ING 49 %, 2001 21 % weitere, 2003 komplett.
  - Westdeutsche Kreditbank GmbH (WTB), Köln
  - Bau- und Handelsbank AG, Frankfurt
  - Beratungsgesellschaft für Gewerbebau mbH (BEGEBAU)
  - Beamtenheimstättenwerk (BHW) – bis 2005
  - Allgemeinen Hypotheken Bank Rheinboden (AHBR) – bis Dez. 2005, Verkauf an Investmentgesellschaft Lone Star

- Immobilien
  - Neue Heimat Städtebau und Tochtergesellschaften – bis 1998
  - Allgemeine Wohnungsvermögens AG (ALLWO) – bis 1996 (heute div. Tochterunternehmen ABM Generali)
  - co op AG – bis 1989
  - Baubecon Holding, Hannover – bis 2005
  - GGI mbH, Gewerbeimmobilien
  - Boswau & Knauer AG, Bremen

- Information und Wissen
  - Büchergilde Gutenberg Verlags GmbH – bis 1998
  - Bund-Verlag – bis Dez. 2008
  - ISA CONSULT GmbH (in Liquidation)
  - einblick Verlagsgesellschaft mbH
  - Union Druckerei und Verlagsanstalt GmbH (Einstellung der operativen Tätigkeit zum 31. Dez. 2003)
  - Gemeinwirtschaftliche Datenverarbeitungs-GmbH
  - Deutsche Druck- und Verlages GmbH und Co. KG

## Entwicklung
1974 wurde die BGAG aus der BfG Bank gegründet und mehrere bestehende Unternehmen in Gewerkschaftsbesitz wie z. B. die Neue Heimat Hamburg in die BGAG eingegliedert. Die BGAG Holding hatte die Aufgabe, das Vermögen der beteiligten Gewerkschaften zu vermehren.
Nach dem fehlgeschlagenen Verkauf der Neuen Heimat für 1 DM im Jahre 1986 an Horst Schiesser wurde die Neue Heimat abgewickelt. Ein Großteil der Wohnungsbestände wurde, teilweise mit erheblichem Verlust, an die Wohnungsbaugesellschaften der Bundesländer verkauft.
2001 gründete die BGAG eine nach Walter Hesselbach benannte Stiftung. Diese fördert Initiativen von einzelnen Bürgern, Gruppen, sowie wissenschaftliche Arbeiten, oder kulturelle Veranstaltungen, welche sich für die Vereinbarkeit von Beruf und Familie, soziale Integration, Toleranz und sozialen Ausgleich einsetzen - oder im Falle der wissenschaftlichen Arbeiten genannte Themenfelder untersuchen.
Zur weiteren Entschuldung wurden nach und nach sämtliche Beteiligungen im Bereich Finanzdienstleistungen verkauft, zuletzt Ende 2005 die BHW-Anteile an die Postbank und die AHBR (Allgemeine Hypothekenbank Rheinboden) an den US-Finanzinvestor Lone Star.
Ebenso wurde die Volksfürsorge verkauft, die nun zum AMB Generali Konzern, eine Tochter der italienischen Generali, gehört.
Am 22. September 2006 wurde bekannt, dass ein größeres Immobilienpaket (46 Objekte) der GGI an englische oder US-amerikanische Investoren verkauft werden soll, darunter zehn Gewerkschaftshäuser im Osten (ein Bsp.: Das Volkshaus Leipzig) und eines im Altbundesgebiet. Am 18. Dezember 2006 wurde der Verkaufsvertrag mit dem Fondsmanagementunternehmen Cerberus unterschrieben. 2009 konnte jedoch das Volkshaus Leipzig durch die Gewerkschaft ver.di zurückerworben werden.

## Geschäftsführer
| Zeitraum  | Name                               |
| --------- | ---------------------------------- |
| 1987–1997 | Hans Matthöfer                     |
| 1997–2005 | Rolf-Jürgen Freyberg               |
| seit 2006 | Helmut Balthasar und Thomas Oberle |